# Brežany
Brežany (in ungherese Sárosbuják) è un comune della Slovacchia facente parte del distretto di Prešov, nella regione omonima.